# Eishockey-Oberliga 1963/64
Die Saison 1963/64 der Eishockey-Oberliga war die sechste Spielzeit der Liga als zweithöchste deutsche Eishockeyspielklasse unter der Bundesliga. Der Meister TuS Eintracht Dortmund stieg direkt in die höchste Spielklasse auf, während der Letzte der Bundesliga, Preussen Krefeld, den Platz in der Oberliga einnehmen musste. Der Kölner EK stieg in die Gruppenliga ab und wurde durch den Münchener EV von 1883 ersetzt.

## Voraussetzungen

### Teilnehmer
Die Eishockeyabteilung des TSV Holzkirchen, Aufsteiger aus der Gruppenliga, hatte sich unter dem Namen EHC Holzkirchen selbständig gemacht.
- VfL Bad Nauheim
- Berliner Schlittschuhclub
- TuS Eintracht Dortmund (Absteiger)
- Düsseldorfer EG
- Eintracht Frankfurt
- EHC Holzkirchen (Aufsteiger)
- Kölner EK
- EV Landsberg
- TEV Miesbach
- SG Nürnberg
- EC Oberstdorf
- ERC Sonthofen

### Modus
Wie im Vorjahr spielten die teilnehmenden Mannschaften eine Einfachrunde aus, sodass jeder Verein jeweils ein Heim- und ein Auswärtsspiel gegen die übrigen Mannschaften bestritt. Der Oberligameister stieg am Ende der Spielzeit allerdings wieder direkt in die Bundesliga auf, während der Letztplatzierte hingegen in die Gruppenliga abstieg und durch deren Meister ersetzt wurde.

## Abschlusstabelle
|     |                           | Sp | S  | U | N  | Tore    | Punkte |
| --- | ------------------------- | -- | -- | - | -- | ------- | ------ |
| 01. | TuS Eintracht Dortmund    | 22 | 18 | 1 | 03 | 124:067 | 37:07  |
| 02. | VfL Bad Nauheim           | 22 | 15 | 2 | 03 | 143:069 | 32:12  |
| 03. | ERC Sonthofen             | 22 | 12 | 4 | 06 | 116:089 | 28:16  |
| 04. | Düsseldorfer EG           | 22 | 13 | 1 | 08 | 122:78  | 27:17  |
| 05. | TEV Miesbach              | 22 | 12 | 1 | 09 | 125:100 | 25:19  |
| 06. | SG Nürnberg               | 22 | 11 | 3 | 08 | 188:092 | 25:19  |
| 07. | Berliner Schlittschuhclub | 22 | 12 | 0 | 10 | 098:085 | 24:20  |
| 08. | EHC Holzkirchen           | 22 | 07 | 2 | 13 | 100:126 | 16:28  |
| 09. | EV Landsberg              | 22 | 07 | 2 | 13 | 087:116 | 16:28  |
| 10. | EC Oberstdorf             | 22 | 07 | 2 | 13 | 092:126 | 16:28  |
| 11. | Eintracht Frankfurt       | 22 | 04 | 4 | 14 | 075:125 | 12:32  |
| 12. | Kölner EK                 | 22 | 2  | 2 | 18 | 060:128 | 06:38  |

Abkürzungen: Sp = Spiele, S = Siege, U = Unentschieden, N = Niederlagen

Aufstieg zur Bundesliga, Abstieg in die Gruppenliga, 